# Xanthochrous patouillardii
Xanthochrous patouillardii är en svampart. Xanthochrous patouillardii ingår i släktet Xanthochrous och familjen Hymenochaetaceae.

## Underarter
Arten delas in i följande underarter:
- congoensis
- patouillardii